# GEE (Navigation)

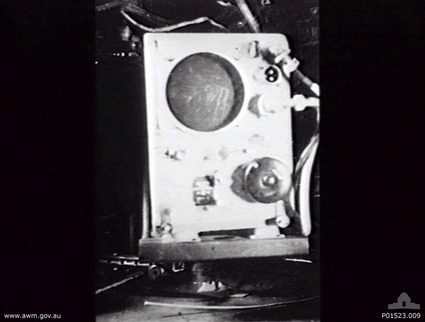
GEE-Empfänger

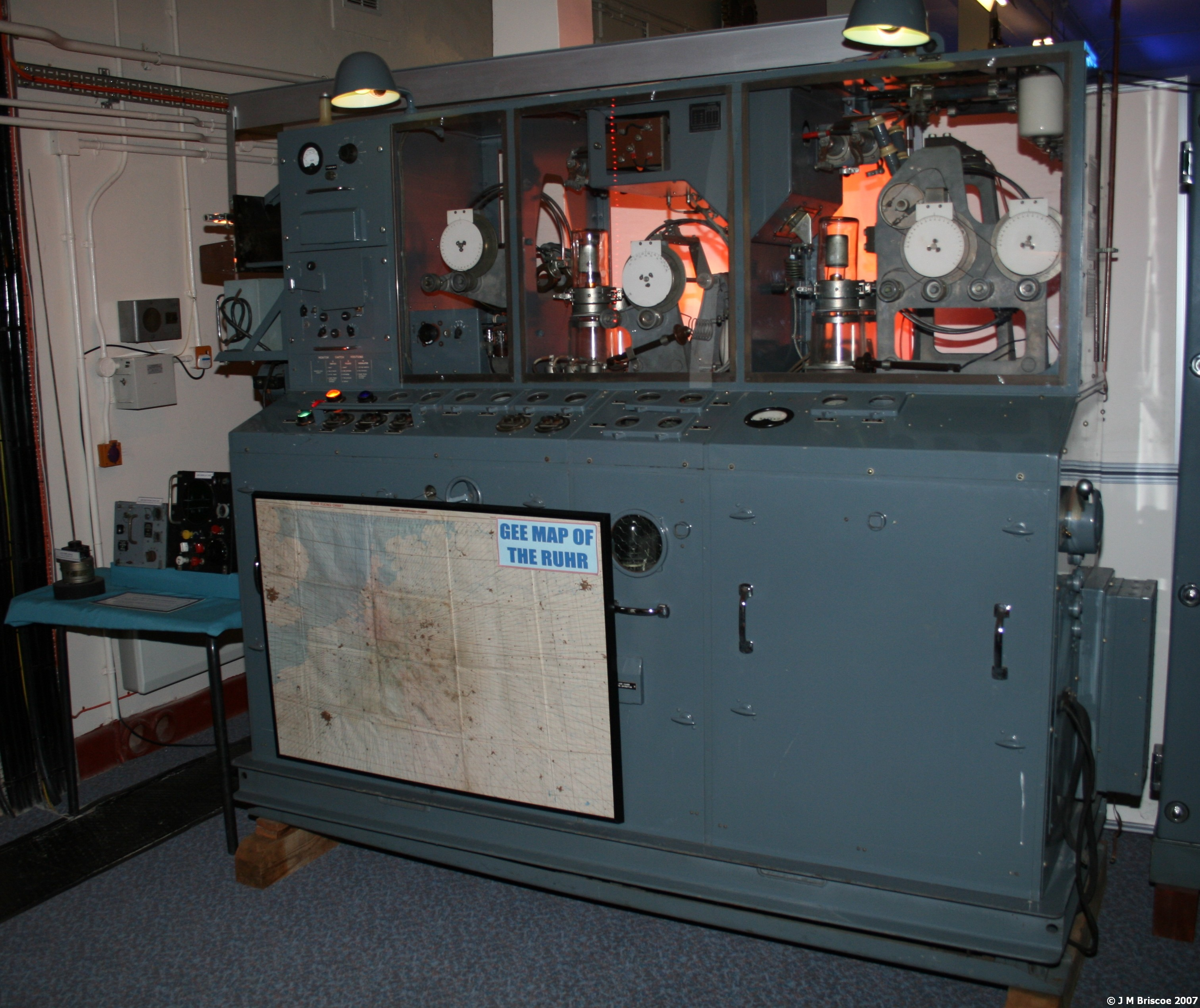
GEE-Sender – mit einer GEE-Karte vom Ruhrgebiet

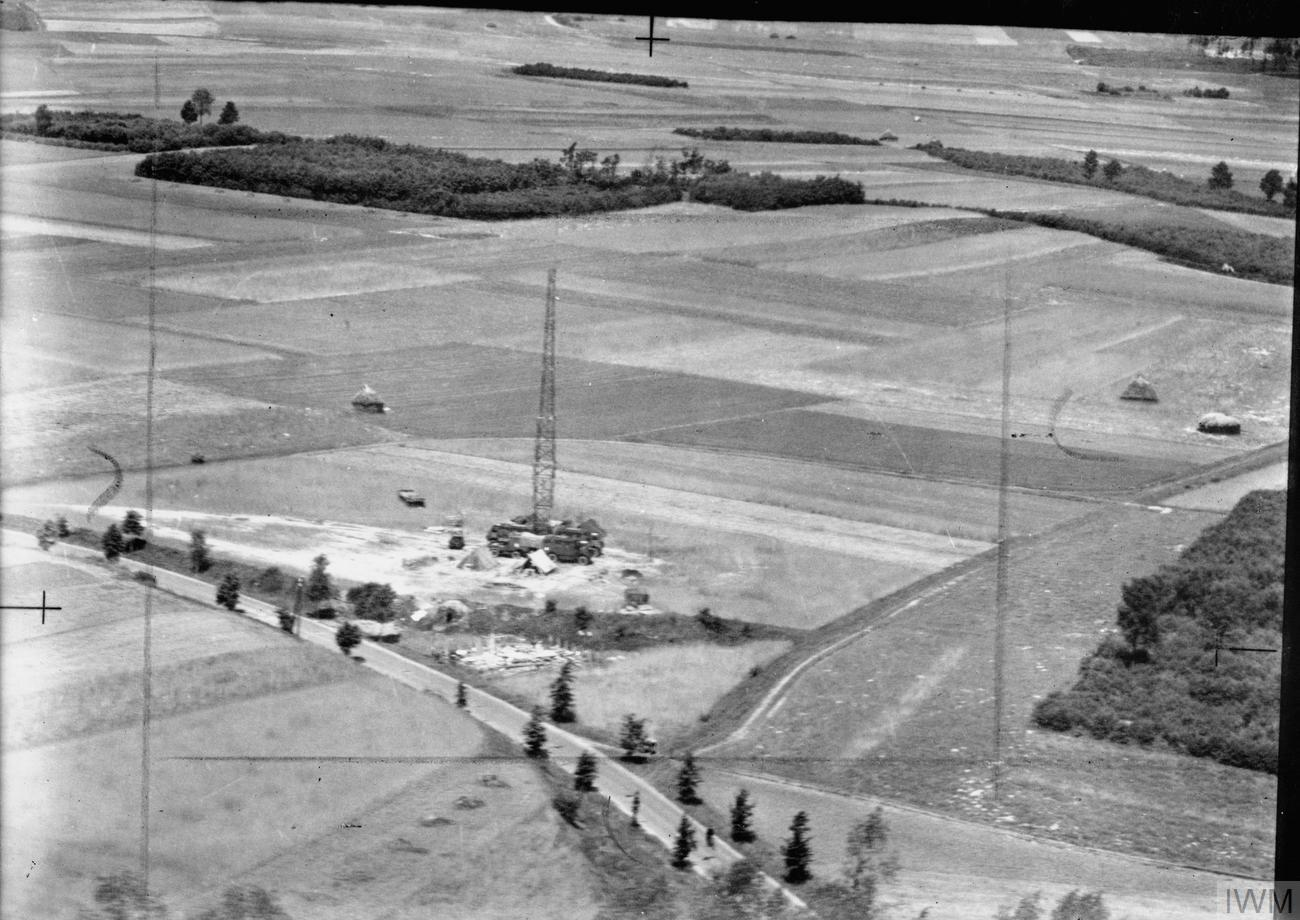
Mobiler Sender in Roermond, Holland

Das GEE (engl. Abkürzung für grid ‚Gitternetz‘) oder AMES Type 7000 (Air Ministry Experimental Station) war ein britisches Funknavigationssystem während des Zweiten Weltkriegs. Nach dem gleichen Prinzip wurde auch das US-amerikanische LORAN-System entwickelt.

## Technische Details
GEE-Sendeanlagen sendeten zeitlich genau abgestimmte Impulse. Die Navigatoren der Flugzeuge, die das GEE-System verwendeten, wie z. B. die schweren Bomber der RAF, beobachteten auf einem Oszilloskop den Zeitpunkt des Signalempfangs. Wenn die Impulse, die von zwei unterschiedlichen Stationen aus gesendet wurden, gleichzeitig eintrafen, bedeutete dies, dass das Flugzeug von beiden Station gleich weit entfernt war. Der Navigator konnte daraufhin auf einer Karte eine Linie ziehen, welche die möglichen Positionen innerhalb der entsprechenden Distanz zu den Sendern darstellte. Trafen die Signale zu unterschiedlichen Zeitpunkten ein, bedeutete dies, dass das Flugzeug von beiden Sendern unterschiedlich weit entfernt war. Der gemessene zeitliche Unterschied ergab auf der Karte eine Kurve, auf der die Position des Flugzeuges liegen musste. Durch ein weiteres Signal von einer dritten Station entstand eine weitere Kurve, anhand derer die Position des Flugzeuges am Kreuzungspunkt der beiden Kurven bestimmt werden konnte.
Die ersten Anlagen arbeiteten im 20–30 MHz Band. Nachdem dieser Frequenzbereich durch Störsender von den Deutschen gestört wurde, wurden zusätzlich Frequenzen im 40–50, 50–70, and 70–90 MHz Bereich genutzt. Dabei konnte der Oszillator der Anlage je nach Situation vom Bordfunker ausgetauscht werden. Austauschbare Oszillatoren wurde beim Gee Mk. II Empfänger erstmals eingeführt.

## Einsatzgeschichte
Das GEE wurde im März 1942 in Betrieb genommen und bot auf kürzere Entfernungen eine Genauigkeit von 150 m, die auf Langstrecken über Deutschland auf 1 Meile (1,6 km) abnahm. Am Ende der Reichweite, die bei ca. 650 km lag, betrug die Genauigkeit nur noch etwa 2 Meilen (3,2 km).
Anders als beim deutschen X-Verfahren, bei dem die Bomber entlang eines Leitstrahles flogen, waren die GEE-Signale nicht gerichtet. Dadurch wurde die Flugrichtung auch beim Entdecken der Sendestationen nicht verraten.
Da es sich im Gegensatz zum H2S um ein passives System handelte, wurden auch keine Signale zurückgeleitet, welche die Position der Bomber hätten verraten können. Das System war jedoch anfällig für Störsignale, die 5 Monate nach Einführung des Systems zu einem ständigen Problem wurden. Die Störsignale wirkten allerdings nur über Kontinentaleuropa, damit konnten die Flugzeuge zumindest bei ihren Basen weiterhin das GEE-System ungestört nutzen.

## Sendestationen

### „Eastern chain“
Die „Eastern chain“ (östliche Kette) arbeitete ab dem 22. Juni 1941. Der Hauptsender lag in Daventry, weitere Stationen gab es in Ventnor (Isle of Wight) und Stenigot (District East Lindsey).

### „Northern chain“
Die „Northern chain“ (nördliche Kette) arbeitete ab Ende 1942 bis März 1946. Die Hauptsender und Kontrollstationen lagen bei Burifa Hill in Dunnet Head, und in Caithness, Schottland.
Nebenstationen waren unter anderem:
- Scousburgh auf den Shetlandinseln
- Windyhead Hill, bei Fraserburgh
- Sango, Cape Wrath